# کانون (فیلم ۲۰۰۱)
«کانون» (انگلیسی: Focus (2001 film)) یک فیلم است که در سال ۲۰۰۱ منتشر شد. از بازیگران آن می‌توان به ویلیام اچ میسی اشاره کرد.